# Капітальний ремонт шахтних стовбурів
Капіта́льний ремо́нт ша́хтних сто́вбурів (рос. капитальный ремонт шахтных стволов, англ. mine-shaft overhaul, нім. Generalüberholung f der Grubenschächte m pl) — комплекс технічних заходів, спрямованих на відновлення проектних експлуатаційних параметрів шахтного стовбура. Структура ремонтних робіт передбачає повну або часткову заміну стовбурного обладнання: розпор, провідників, заміну ушкоджених елементів стовбурного кріплення тощо.